# ハイラン県
ハイラン県（ハイランけん、ベトナム語：Huyện Hải Lăng / 縣海陵?）は、ベトナムクアンチ省の県である。

## 行政区画
以下の1市鎮15社を管轄する。
- ズィエンサイン市鎮（Diên Sanh / 延生）
- ハイアン社（Hải An / 海安）
- ハイバー社（Hải Ba / 海波）
- ハイチャイン社（Hải Chánh / 海政）
- ハイズオン社（Hải Dương / 海陽）
- ハイディン社（Hải Định / 海定）
- ハイフン社（Hải Hưng / 海興）
- ハイケー社（Hải Khê / 海溪）
- ハイラム社（Hải Lâm / 海林）
- ハイフォン社（Hải Phong / 海豐）
- ハイフー社（Hải Phú / 海富）
- ハイクエ社（Hải Quế / 海桂）
- ハイクイ社（Hải Quy / 海歸）
- ハイソン社（Hải Sơn / 海山）
- ハイトゥオン社（Hải Thượng / 海上）
- ハイチュオン社（Hải Trường / 海長）